# Juan Durán-Loriga Rodrigáñez
Juan Durán-Loriga Rodrigáñez, a veces estilizado a la manera aristocrática como Juan Durán-Loriga y Rodrigáñez (Madrid, 13 de febrero de 1926 - 1 de diciembre de 2016) fue un diplomático y escritor español.

## Biografía
Juan Durán-Loriga nació en Madrid, capital del entonces Reino de España bajo el reinado de Alfonso XIII, en el último gobierno constitucional del reinado de Alfonso XIII, el 13 de febrero de 1926. Fue hijo del arquitecto Miguel Durán-Loriga y Salgado.
Se licencio en Derecho en la Universidad Central (actual Complutense). En su etapa universitaria militó en las juventudes monárquicas de Joaquín Satrústegui.
Accedió a la carrera diplomática en 1952. En 1957 solicitó el consulado adjunto en Jerusalén, dividida entonces entre Israel (Jerusalén Occidental) y Jordania (Jerusalén Oriental). Después desempeñaría los cargos de director de Extremo Oriente entre 1964 y 1968, subdirector general de África y primer embajador en Guinea Ecuatorial en 1968. Embajador en Jordania entre 1969 y 1974, director general encargado del Extremo Oriente (1976-1979).
En su oficio como embajador, vivió la crisis postcolonial en Guinea Ecuatorial. Y en Amán vivió en primera persona en Septiembre Negro en Jordania. Fue también el firmante del reconocimiento mutuo entre España y la R. P. S. de Albania el 12 de septiembre de 1986 en París (Francia) tras 41 años sin reconocimiento diplomático formal.
Presidió el comité ad hoc de cooperación con la Organización del Tratado del Atlántico Norte (OTAN). En 1979 pasó a ocupar la dirección general para Europa y Asuntos Atlánticos en la que se trabajó especialmente para el ingreso de España en la Alianza Atlántica.

## Obras
Durán-Loriga Rodrigáñez publicó tres libros:
- Memorias Diplomáticas. 1999. ISBN 978-84-86830-30-4.
- El Embajador y el Rey. 2006. ISBN 978-84-95265-53-1.
- Mis cartas políticas desde París. 2016. ISBN 978-84-945530-9-7.

También trabajó con otros autores en una compilación dirigida por Lois Tobío Fernández:
- Recuerdos de un diplomático intermitente. 2003. ISBN 978-84-87528-66-8.

En sus últimos años preparaba un libro de memorias familiares que quedó inconcluso.